# Epinephelus exsul
Epinephelus exsul је зракоперка из реда Perciformes.

## Угроженост
Подаци о распрострањености ове врсте су недовољни.

## Распрострањење
Ареал врсте покрива средњи број држава. 
Врста има станиште у Панами, Мексику, Никарагви, Костарици, Гватемали, Хондурасу, Салвадору и Гваделупу.